# Al secco
Al secco (italijansko 'na suho') ali fresco-secco ali a secco ali freska finto je tehnika slikanja na steno, kjer se pigmenti, pomešani z organskim vezivom in / ali apnom, nanesejo na suh omet. Uporabljene barve so lahko npr. kazeinska barva, tempera, oljna barva, silikatna mineralna barva. Glede na različno vezivo ločimo imena tehnik – klejna tehnika, kazeinska tehnika, oljna tehnika, jajčna tehnika, smolna tehnika, oljno-smolna tehnika, itd. Če se pigmenti zmešajo z apneno vodo ali apnenim mlekom in nanesejo na suhi omet, se tehnika imenuje apno secco slikanje. Tehnika secco je v nasprotju s fresko tehniko, kjer se slika izdela na sloju mokrega ometa.
Ker pigmenti ne postanejo del zidu, kot pri buon fresko, so al secco slike manj trajne. Sčasoma se barve lahko razbarvajo, vendar ima ta tehnika prednosti daljšega delovnega časa in retuširanja. V Italiji je bila freska tehnika ponovno uvedena okoli leta 1300 in je privedla do povečanja splošne kakovosti zidnega slikarstva. Ta tehnološka sprememba je sovpadala z realističnim obratom v zahodni umetnosti in spreminjajočo se liturgično uporabo fresk.
V Kumaradevovi razpravi Silparatna (8. stoletje) je podrobno opisana slikarska tehnika al secco. V skladu s tem besedilom naj bo slika naslikana z ustreznimi barvami, skupaj s primernimi oblikami in občutki (rasas), razpoloženjem in dejanji (bhavas). Bela, rumena, rdeča, črna in terre-verte so v besedilu označene kot čiste barve. Iz teh originalnih barv so bili pripravljeni tudi različni odtenki. Priporoča tudi pet vrst čopičev različnih oblik in velikosti (ploske, dolge, srednje, itd.) iz živalske dlake in travnatih vlaken.  Specializirani slikarji in dekoraterji še vedno uporabljajo to tehniko za izjemen učinek v svetu notranje opreme, npr. faux marmor.

## Pomembni umetniki val seccotehniki
- Giotto
- June McEwan, škotski umetnik, ki obnavlja zgodovinsko škotsko notranjost. [4]
- Beohar Rammanohar Sinha, umetnik iz Indije, katerega freske krasijo stene in ogromno kupolo Shaheed-Smarak ali spominsko dvorano indijskih mučenikov. Prikazane so epizode, dosežki in pomembni dogodki v indijskem boju za neodvisnost.

- Rudolph F. Zallinger - čigar Doba sesalcev, stena 18,3 x 1,5 m, poslikana med letoma 1961 in 1967 na južni steni naravoslovnega muzeja Yale Peabody, je naslikana v tem slogu. [5]

- Slavni primer močno poškodovane slike v secco tehniki je Zadnja večerja Leonarda da Vincija v refektoriju dominikanskega samostana Santa Maria delle Grazie v Milanu (15. stoletje).